# Clásica San Sebastián 2016
De 36e editie van de wielerwedstrijd Clásica San Sebastián werd gehouden op 30 juli 2016. De wedstrijd was de twintigste  race van de UCI World Tour 2016.
Op acht kilometer van de finish reed Bauke Mollema op de top van de nieuwe slotklim (Murgil Bidea) weg van een elitegroepje. Hij pakte nooit veel meer dan 10 seconden op zijn achtervolgers, maar kon uiteindelijk toch solo over de streep rijden.  
De Nederlander nam op deze manier revanche voor zijn mislukte Ronde van Frankrijk, waar hij in de laatste week volledig door het ijs zakte. Het was bovendien zijn eerste klassieke zegen en pas zijn tweede in een eendagskoers. 
Mollema is de vierde Nederlander op de erelijst, na Adrie van der Poel (1985), Gert-Jan Theunisse (1988) en Erik Dekker (2000).

## Deelnemende ploegen
| 18 UCI World Tour-ploegen | 18 UCI World Tour-ploegen | 18 UCI World Tour-ploegen | 2 wildcards |
| ------------------------- | ------------------------- | ------------------------- | ----------- |
| AG2R La Mondiale          | FDJ                       | LottoNL-Jumbo             | Caja Rural  |
| Astana                    | Giant-Alpecin             | Movistar                  | Cofidis     |
| BMC Racing Team           | IAM Cycling               | Orica-BikeExchange        |             |
| Cannondale                | Katjoesja                 | Team Sky                  |             |
| Dimension Data            | Lampre-Merida             | Tinkoff                   |             |
| Etixx-Quick Step          | Lotto Soudal              | Trek-Segafredo            |             |
|                           |                           |                           |             |
|                           |                           |                           |             |

## Uitslag
| Plaats  | Naam               | Ploeg              | Tijd       |
| ------- | ------------------ | ------------------ | ---------- |
| Winnaar | Bauke Mollema      | Trek-Segafredo     | 5h 31' 00" |
| 2       | Tony Gallopin      | Lotto Soudal       | + 16"      |
| 3       | Alejandro Valverde | Team Movistar      | z.t.       |
| 4       | Joaquim Rodríguez  | Team Katjoesja     | + 22"      |
| 5       | Greg Van Avermaet  | BMC Racing Team    | + 34"      |
| 6       | Gianluca Brambilla | Etixx-Quick Step   | z.t.       |
| 7       | Simon Yates        | Orica-BikeExchange | z.t.       |
| 8       | Tom-Jelte Slagter  | Cannondale-Drapac  | z.t.       |
| 9       | Nicolas Roche      | Team Sky           | z.t.       |
| 10      | Dries Devenyns     | IAM Cycling        | z.t.       |

1981 · 1982 · 1983 · 1984 · 1985 · 1986 · 1987 · 1988 · 1989 · 1990 · 1991 · 1992 · 1993 · 1994 · 1995 · 1996 · 1997 · 1998 · 1999 · 2000 · 2001 · 2002 · 2003 · 2004 · 2005 · 2006 · 2007 · 2008 · 2009 · 2010 · 2011 · 2012 · 2013 · 2014 · 2015 · 2016 · 2017 · 2018 · 2019 · 2020 · 2021 · 2022 · 2023 · 2024
 Tour Down Under · 
 Parijs-Nice · 
 Tirreno-Adriatico · 
 Milaan-San Remo ·
 E3 Harelbeke ·
 Ronde van Catalonië ·
 Gent-Wevelgem ·
 Ronde van Vlaanderen ·
 Ronde van Baskenland ·
 Parijs-Roubaix ·
 Amstel Gold Race ·
 Waalse Pijl ·
 Luik-Bastenaken-Luik ·
 Ronde van Romandië ·
 Ronde van Italië ·
 Critérium du Dauphiné ·
 Ronde van Zwitserland ·
 Ronde van Frankrijk ·
 Ronde van Polen ·
 Clásica San Sebastián ·
 EuroEyes Cyclassics ·
 GP Ouest-France Plouay ·
 GP van Quebec ·
 GP van Montreal ·
 Ronde van Spanje ·
  Eneco Tour ·
 Ronde van Lombardije